# Boukhrisse
Boukhrisse (àrab بوخريص) és una comuna rural de la província de Khouribga de la regió de Béni Mellal-Khénifra. Segons el cens de 2014 tenia una població total de 5.204 persones.